# Elena Gibson
Elena Gibson, est une chorégraphe, professeur et interprète de pole dance qui a joué un rôle de premier plan dans le développement de la pole dance comme forme d'art et sport à travers le monde,.
Elle a été la première championne du monde de pole dance et a été couronnée Miss Pole Dance World en 2005, avant d'être disqualifiée 24 heures plus tard. Elle est la représentante britannique de l'International Pole Federation (IPF), la représentante européenne de l'International Pole Fitness Federation (IPFF) et elle est membre de Conseil International de la Danse (CID UNESCO).

## Biographie
Elena a suivi une formation en ballet classique à l'École nationale de ballet du Canada à Toronto dès l'âge de 9 ans, où elle a reçu une bourse d'études complète plusieurs années durant. Elle en sort diplômée en 1995 et commence une carrière de ballerine, d'abord au Ballet national du Canada, puis au Bayerisches Staatsballett (Ballet d'État bavarois) en Allemagne, tout en remportant le Concours des jeunes danseurs professionnels en Italie en 1996.
En mars 2000, elle est grièvement blessée dans un accident de voiture qui la force à prendre sa retraite du ballet professionnel. C'est en se remettant de l'accident qu'elle a découvert la pole dance comme moyen de remise en forme. C'est ce qui a inspiré sa nouvelle carrière d'interprète et de chorégraphe de routines de danse moderne dans un style qui allie l'élégance classique du ballet à la gymnastique et à l'acrobatie de la pole dance.
Elle a gagné en 2005 Miss Pole Dance UK puis Miss Pole Dance World,, devenant ainsi la première championne du monde de pole dance avec sa routine Black Swan. Elle a par la suite été disqualifiée de façon controversée du titre mondial en raison du retrait de son tutu quand elle a fait la transition de ballerine à pole danseuse pendant sa chorégraphie, ce qui a été considéré comme du strip-tease (non autorisé par les règles).
En 2006, elle a fondé la Pole Dancing School de Londres, où elle est professeure principale de danse et chorégraphe. Son enseignement est aujourd'hui largement reconnu. Elle a été la première instructrice de pole dance de niveau 3 au Royaume-Uni (nommée par la Pole Dance Community)[réf. souhaitée].
L'International Pole Dance Fitness Association (IPDFA) lui a décerné en 2012 le titre de professeur de pole dance de l'année. Elle a également participé comme juge à plusieurs compétitions mondiales de pole dance.
Depuis 2006, elle est également l'une des principales ambassadrices du développement de la pole dance comme forme d'art et comme sport, représentante du Royaume-Uni au sein de l'IPF et travaillant en tant que membre du conseil d'administration et représentante européenne à l'IPFF. Elle est également membre du conseil d'administration de Equity  Pole Dance Working Party et de leur comité des chorégraphes.

## Titres
- Championne Miss Pole Dance UK 2005
- Championne Miss Pole Dance World 2005
- Gagnante du Prix de l'Instructeur de Pole Dance de l'année 2012 de l'IPDFA

## Accomplissements
- Membre et représentante de la pole dance au sein de Equity (le syndicat des metteurs en scène, chorégraphes, acteurs et interprètes du Royaume-Uni).
- PDC Pioneer Award
- Instructeur certifié de yoga Ishta
- Membre du conseil d'administration de l'International Pole Federation.
- Membre du conseil d'administration européen de l'International Pole Fitness Federation.
- Membre du Conseil international de la danse (CID UNESCO)